# BWF Super Series 2011
De BWF Super Series 2011 is het 5de seizoen van de BWF Super Series. Dit seizoen neemt de India Open de plaats in van de Swiss Open. Vijf toernooien worden gepromoveerd tot Premier Super Series, waarbij meer prijzengeld en rankingpunten te verdienen vallen.

## Schema
| Ronde | Officiële toernooinaam           | Stadion                             | Stad             | Datum        | Datum        | Prijzengeld US$ |
| Ronde | Officiële toernooinaam           | Stadion                             | Stad             | Start        | Einde        | Prijzengeld US$ |
| ----- | -------------------------------- | ----------------------------------- | ---------------- | ------------ | ------------ | --------------- |
| 1     | Malaysia Open Super Series       | Putra Indoor Stadium                | Kuala Lumpur     | 18 januari   | 23 januari   | 400.000         |
| 2     | Korea Open Super Series Premier  | Seoul National University Gymnasium | Seoul            | 25 januari   | 30 januari   | 1.200.000       |
| 3     | All England Super Series Premier | National Indoor Arena               | Birmingham       | 8 maart      | 13 maart     | 350.000         |
| 4     | India Super Series               | Siri Fort Indoor Stadium            | New Delhi        | 26 april     | 1 mei        | 200.000         |
| 5     | Singapore Super Series           | Singapore Indoor Stadium            | Singapore        | 14 juni      | 19 juni      | 200.000         |
| 6     | Indonesia Super Series Premier   | Bung Karno Stadium                  | Jakarta          | 21 juni      | 26 juni      | 600.000         |
| 7     | China Masters Super Series       | Xincheng Gymnasium                  | Changzhou        | 13 september | 18 september | 200.000         |
| 8     | Japan Super Series               | Tokyo Metropolitan Gymnasium        | Tokio            | 20 september | 25 september | 200.000         |
| 9     | Denmark Super Series Premier     | Odense Idrætshal                    | Odense           | 18 oktober   | 23 oktober   | 350.000         |
| 10    | French Super Series              | Stade Pierre-de-Coubertin           | Parijs           | 25 oktober   | 30 oktober   | 200.000         |
| 11    | Hong Kong Super Series           | Hong Kong Coliseum                  | Hongkong         | 15 november  | 20 november  | 200.000         |
| 12    | China Open Super Series Premier  | Yuan Shen Gymnasium                 | Pudong, Shanghai | 22 november  | 27 november  | 350.000         |
| 13    | Super Series Masters Finals      | Li-Ning Gymnasium                   | Liuzhou          | 14 december  | 18 december  | 500.000         |

## Resultaten

### Winnaars
| Toernooi        | Mannen enkel  | Vrouwen enkel            | Mannen dubbel                       | Vrouwen dubbel               | Gemengd dubbel                              |
| --------------- | ------------- | ------------------------ | ----------------------------------- | ---------------------------- | ------------------------------------------- |
| Maleisië        | Lee Chong Wei | Wang Shixian             | Chai Biao Guo Zhendong              | Tian Qing Zhao Yunlei        | He Hanbin Ma Jin                            |
| Zuid-Korea      | Lin Dan       | Wang Yihan               | Jung Jae-sung Lee Yong-dae          | Wang Xiaoli Yu Yang          | Zhang Nan Zhao Yunlei                       |
| All England     | Lee Chong Wei | Wang Shixian             | Mathias Boe Carsten Mogensen        | Wang Xiaoli Yu Yang          | Xu Chen Ma Jin                              |
| India           | Lee Chong Wei | Porntip Buranaprasertsuk | Hirokatsu Hashimoto Noriyasu Hirata | Miyuki Maeda Satoko Suetsuna | Tantowi Ahmad Lilyana Natsir                |
| Singapore       | Chen Jin      | Wang Xin                 | Cai Yun Fu Haifeng                  | Tian Qing Zhao Yunlei        | Tantowi Ahmad Lilyana Natsir                |
| Indonesië       | Lee Chong Wei | Wang Yihan               | Cai Yun Fu Haifeng                  | Wang Xiaoli Yu Yang          | Zhang Nan Zhao Yunlei                       |
| China Masters   | Chen Long     | Wang Shixian             | Jung Jae-sung Lee Yong-dae          | Xia Huan Tang Jinhua         | Xu Chen Ma Jin                              |
| Japan           | Chen Long     | Wang Yihan               | Cai Yun Fu Haifeng                  | Bao Yixin Zhong Qianxin      | Chen Hung-ling Cheng Wen-hsing              |
| Denemarken      | Chen Long     | Wang Xin                 | Jung Jae-sung Lee Yong-dae          | Wang Xiaoli Yu Yang          | Joachim Fischer Nielsen Christinna Pedersen |
| Frankrijk       | Lee Chong Wei | Wang Xin                 | Jung Jae-sung Lee Yong-dae          | Wang Xiaoli Yu Yang          | Joachim Fischer Nielsen Christinna Pedersen |
| Hong Kong       | Lin Dan       | Wang Xin                 | Cai Yun Fu Haifeng                  | Wang Xiaoli Yu Yang          | Zhang Nan Zhao Yunlei                       |
| China           | Lin Dan       | Wang Yihan               | Mathias Boe Carsten Mogensen        | Wang Xiaoli Yu Yang          | Zhang Nan Zhao Yunlei                       |
| Masters Finales | Lin Dan       | Wang Yihan               | Mathias Boe Carsten Mogensen        | Wang Xiaoli Yu Yang          | Zhang Nan Zhao Yunlei                       |

### Overwinningen per land
| Land           | MAS | KOR | ENG | IND | SIN | INA | CHN | JPN | DEN | FRA | HKG | CHN | SSF | Totaal |
| -------------- | --- | --- | --- | --- | --- | --- | --- | --- | --- | --- | --- | --- | --- | ------ |
| China          | 4   | 4   | 3   |     | 4   | 4   | 4   | 4   | 3   | 2   | 5   | 4   | 4   | 45     |
| Denemarken     |     |     | 1   |     |     |     |     |     | 1   | 1   |     | 1   | 1   | 5      |
| Maleisië       | 1   |     | 1   | 1   |     | 1   |     |     |     | 1   |     |     |     | 5      |
| Zuid-Korea     |     | 1   |     |     |     |     | 1   |     | 1   | 1   |     |     |     | 4      |
| Japan          |     |     |     | 2   |     |     |     |     |     |     |     |     |     | 2      |
| Indonesië      |     |     |     | 1   | 1   |     |     |     |     |     |     |     |     | 2      |
| Thailand       |     |     |     | 1   |     |     |     |     |     |     |     |     |     | 1      |
| Chinees Taipei |     |     |     |     |     |     |     | 1   |     |     |     |     |     | 1      |

## Eindrangschikking
| Plaats | Speler          | Toernooien | Punten |
| ------ | --------------- | ---------- | ------ |
| 1      | Lee Chong Wei   | 10         | 90.220 |
| 2      | Chen Long       | 11         | 81.330 |
| 3      | Lin Dan         | 11         | 81.290 |
| 4      | Peter Hoeg Gade | 11         | 70.900 |
| 5      | Chen Jin        | 11         | 65.270 |
| 6      | Kenichi Tago    | 12         | 49.810 |
| 7      | Du Pengyu       | 11         | 48.430 |
| 8      | Sho Sasaki      | 11         | 45.230 |
| 9      | Taufik Hidayat  | 10         | 44.280 |
| 10     | Simon Santoso   | 9          | 43.760 |

| Plaats | Speler         | Toernooien | Punten |
| ------ | -------------- | ---------- | ------ |
| 1      | Wang Yihan     | 10         | 82.270 |
| 2      | Wang Xin       | 11         | 80.800 |
| 3      | Wang Shixian   | 11         | 75.190 |
| 4      | Juliane Schenk | 11         | 53.580 |
| 5      | Saine Nehwal   | 11         | 52.620 |
| 6      | Tine Baun      | 10         | 52.240 |
| 7      | Sayaka Sato    | 12         | 48.370 |
| 8      | Sung Ji-hyun   | 12         | 47.550 |
| 9      | Liu Xin        | 10         | 45.990 |
| 10     | Bae Youn-joo   | 12         | 45.330 |

| Plaats | Speler                                        | Toernooien | Punten |
| ------ | --------------------------------------------- | ---------- | ------ |
| 1      | Cai Yun Fu Haifeng                            | 10         | 81.620 |
| 2      | Jung Jae-sung Lee Yung-dae                    | 9          | 70.960 |
| 3      | Mathias Boe Carsten Mogensen                  | 8          | 60.160 |
| 4      | Ko Sung-hyun Yoo Yeon-seong                   | 10         | 57.520 |
| 5      | Kien Keat Koo Boon Heong Tan                  | 10         | 55.510 |
| 6      | Chai Biao Guo Zhengdong                       | 11         | 54.300 |
| 7      | Hirokatsu Hashimoto Noriyasu Hirata           | 12         | 53.400 |
| 8      | Mohammad Ahsan Bona Septano                   | 11         | 51.850 |
| 9      | Alvent Yulianto Chandra Hendra Aprida Gunawan | 12         | 50.400 |
| 10     | Markis Kido Hendra Setiawan                   | 9          | 49.040 |

| Plaats | Speler                                  | Toernooien | Punten |
| ------ | --------------------------------------- | ---------- | ------ |
| 1      | Wang Xiaoli Yu Yang                     | 9          | 89.000 |
| 2      | Tian Qing Zhao Yunlei                   | 10         | 76.470 |
| 3      | Mizuki Fujii Reika Kakiiwa              | 11         | 70.470 |
| 4      | Ha Jung-eun Kim Min-jung                | 10         | 57.060 |
| 5      | Shizuka Matsuo Mami Naito               | 12         | 51.880 |
| 6      | Cheng Wen Hsing Chien Yu Chin           | 10         | 48.530 |
| 7      | Miyuki Maeda Satoko Suetsuna            | 11         | 45.670 |
| 8      | Misaki Matsutomo Ayaka Takahashi        | 12         | 43.080 |
| 9      | Christinna Pedersen Kamilla Rytter Juhl | 10         | 42.540 |
| 10     | Poon Lok Yan Tse Ying Suet              | 10         | 42.330 |

| Gemengd dubbelspel \| Plaats \| Speler \| Toernooien \| Punten \| \| ------ \| ------------------------------------------------- \| ---------- \| ------ \| \| 1 \| Zhang Nan Zhao Yunlei \| 11 \| 85.290 \| \| 2 \| Joachim Fischer Nielsen Christinna Pedersen \| 11 \| 76.630 \| \| 3 \| Xu Chen Ma Jin \| 9 \| 64.430 \| \| 4 \| Chen Hung Ling Cheng Wen Hsing \| 11 \| 63.880 \| \| 5 \| Tantowi Ahmad Liliyana Natsir \| 10 \| 57.340 \| \| 6 \| Sudket Prapakamol Saralee Thoungthongkam \| 10 \| 43.160 \| \| 7 \| Robert Blair Gabrielle White \| 11 \| 39.720 \| \| 8 \| Shintaro Ikeda Reiko Shiota \| 12 \| 39.410 \| \| 9 \| Diju Valiyaveetil Jwala Gutta \| 9 \| 38.450 \| \| 10 \| Songphon Anugritayawon Kunchala Voravichitchaikul \| 10 \| 38.120 \| |                                                   |            |        |
| Plaats | Speler                                            | Toernooien | Punten |
| 1 | Zhang Nan Zhao Yunlei                             | 11         | 85.290 |
| 2 | Joachim Fischer Nielsen Christinna Pedersen       | 11         | 76.630 |
| 3 | Xu Chen Ma Jin                                    | 9          | 64.430 |
| 4 | Chen Hung Ling Cheng Wen Hsing                    | 11         | 63.880 |
| 5 | Tantowi Ahmad Liliyana Natsir                     | 10         | 57.340 |
| 6 | Sudket Prapakamol Saralee Thoungthongkam          | 10         | 43.160 |
| 7 | Robert Blair Gabrielle White                      | 11         | 39.720 |
| 8 | Shintaro Ikeda Reiko Shiota                       | 12         | 39.410 |
| 9 | Diju Valiyaveetil Jwala Gutta                     | 9          | 38.450 |
| 10 | Songphon Anugritayawon Kunchala Voravichitchaikul | 10         | 38.120 |